# Windows Speech Recognition
Windows Speech Recognition là một ứng dụng nhận dạng tiếng nói có sẵn trong Windows Vista, Windows 7 và Windows 8.

## Tính năng
Phần mềm nhận dạng giọng nói Windows cho phép người dùng điều khiển máy tính bằng các  đưa ra các lệnh bằng giọng nói. Chương trình cũng có thể dùng cho các bản phiên âm (ngôn ngữ) văn bản mà người dùng có thể nhập bào văn bản sử dụng giọng nói của mình trên Windows Vista và Windows 7.
Hiện tại, chương trình hỗ trợ vài ngôn ngữ như tiếng Anh (Anh, Hoa Kỳ), tiếng Tây Ban Nha, tiếng Đức, tiếng Pháp, tiếng Nhật và tiếng Trung Quốc (giản thể và phồn thể)